# Mami Koyama
Pour les articles homonymes, voir Koyama.
 (mai 2025).
Si vous disposez d'ouvrages ou d'articles de référence ou si vous connaissez des sites web de qualité traitant du thème abordé ici, merci de compléter l'article en donnant les références utiles à sa vérifiabilité et en les liant à la section « Notes et références ».
Mami Koyama (小山 茉美, Koyama Mami), née le 17 janvier 1955 à Nishio, est une seiyū pour Aoni Production. 
Elle est connue pour avoir doublé les personnages de Aralé Norimaki dans Dr Slump, Aralé et Lunch dans Dragon Ball, Kei dans Akira, Kaguya Otsutsuki dans Naruto, Charlotte Linlin dans One Piece et Vermouth dans Détective Conan.

## Rôles

### Séries animés
- Baki : Maria
- Black Lagoon : Balalaika
- Détective Conan : Vermouth
- Dragon Ball : Aralé Norimaki, Lunch
- Dragon Ball Super : Aralé Norimaki
- Dr Slump : Aralé Norimaki
- Gigi : Gigi
- Lamu : Ryoko Mendo
- Kingdom : Yuu Ren
- Mobile Suit Gundam : Kycilia Zabi
- Mobile Suit Gundam SEED Destiny : Talia Gladys
- Mobile Suit Gundam : The 08th MS Team : Karen Joshua
- Monster : Eva Heinemann
- Naruto Shippuden : Kaguya Ôtsutsuki
- One Piece : Charlotte Linlin "Big Mom"
- Pretty Guardian Sailor Moon Crystal : Queen Serenity
- Pretty Guardian Sailor Moon R : Esmeraude
- Saint Seiya : Shaina de l'Ophiucus
- Saint Seiya Omega : Shaina de l'Ophiucus

### Films d'animation
- Akira : Kei
- Appleseed : Athena Areios
- City Hunter: Shinjuku Private Eyes : Ayumi Yoshida
- Détective Conan : Le Chasseur noir de jais  : Vermouth
- Détective Conan : Le Pire Cauchemar : Vermouth
- Dracula (1980) (ja) : Rachel Van Helsing
- Dragon Ball : L'Aventure mystique : Aralé Norimaki, Lunch
- Edgar de la Cambriole : Le Complot du clan Fuma : Fujiko Mine
- Metropolis :  Enmy
- Millennium Actress :  adult Chiyoko Fujiwara
- X1999 : Karen Kasumi

### Doublages de films étrangers
- Kim Basinger dans :
  - La Chanteuse et le Milliardaire : Vicky Anderson
  - 9 Semaines ½ : Elizabeth
  - Batman : Vicky Vale (version Asahi TV)
- Sharon Stone dans :
  - Total Recall : Lori Quaid (version Asahi TV, 1992)
  - L'Expert : Adriane Hastings/ May Munroe
  - Catwoman : Laurel Hedare (version Asahi TV, 2008)
- WALL-E : L'ordinateur de bord (Sigourney Weaver)
- Indiana Jones et la Dernière Croisade : Dr. Elsa Schneider (Alison Doody, versions Fuji TV, 1993 et Asahi TV , 1998)
- Kill Bill : Volume 1 : O-Ren Ishii (Lucy Liu)
- Commando : Cindy (Rae Dawn Chong, version TBS, 1987)
- Star Wars, épisode V : L'Empire contre-attaque : Princesse Leia (Carrie Fisher, version Asahi TV, 1992)